# Taor
Pour l’article homonyme, voir Taor (Zelenikovo).
Taor (en serbe cyrillique : Таор) est un village de Serbie situé sur le territoire de la Ville de Valjevo, district de Kolubara. Au recensement de 2011, il comptait 300 habitants.

## Géographie

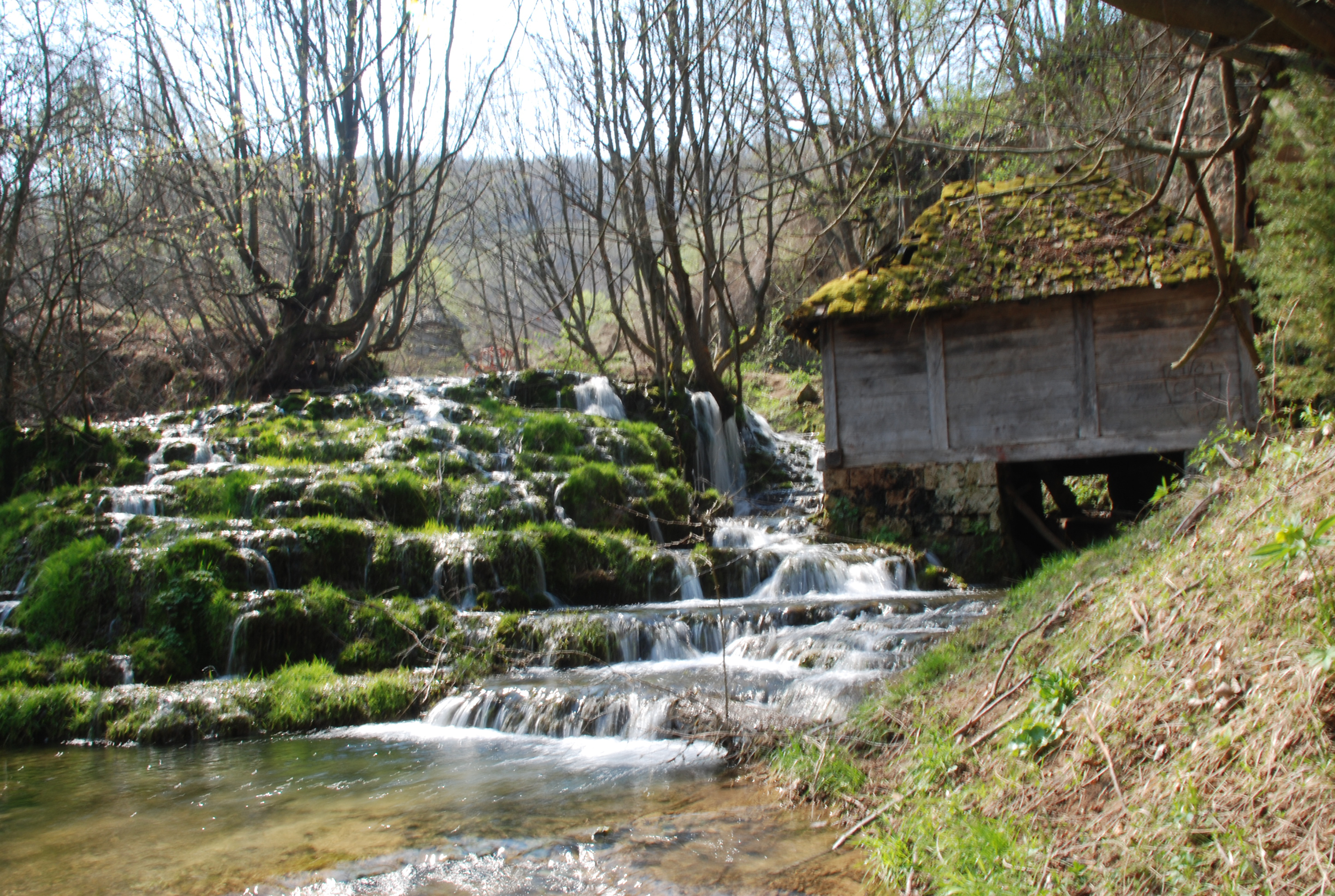
Les sources du Taor

## Démographie
| 1948 | 1953 | 1961 | 1971 | 1981 | 1991 | 2002 | 2011 |
| ---- | ---- | ---- | ---- | ---- | ---- | ---- | ---- |
| 693  | 723  | 663  | 574  | 493  | 424  | 378  | 300  |

|  |